# Lekan-Salami-Stadion
Das Lekan-Salami-Stadion (englisch Lekan Salami Stadium) ist ein Stadion in der nigerianischen Stadt Ibadan. Es fasst 18.000 Zuschauer und wird zurzeit hauptsächlich als Fußballstadion genutzt. 
Der heimische Fußballverein Shooting Stars FC trägt hier seine Heimspiele aus.